# Disco Demolition Night
La Disco Demolition Night (« Nuit de destruction du disco ») est un événement promotionnel qui s'est déroulé le 12 juillet 1979 au stade de baseball de Comiskey Park à Chicago. Dans le cadre d'un double match entre les White Sox de Chicago et les Tigers de Détroit, une caisse remplie de disques de musique disco est détruite à l'aide d'explosifs au milieu du stade. Le terrain est dévasté par l'explosion, puis par l'irruption du public, au point que le deuxième match entre les deux équipes doit être reporté.
Cet événement s'inscrit dans un contexte musical particulier : le disco est devenu un genre très populaire aux États-Unis, notamment grâce à des films comme La Fièvre du samedi soir (1977), mais ce succès se double d'une violente réaction de la part des fans de musique rock. Les White Sox, plongés dans une saison sportive morose, décident de profiter de la situation en embauchant le disc-jockey Steve Dahl, qui s'est fait une réputation d'ennemi virulent du disco, pour assurer la promotion des matches du 12 juillet 1979. Dahl demande aux auditeurs de son émission sur WLUP-FM de venir au stade avec un album de disco et promet de les détruire tous entre les deux matches. Alors que les White Sox ne s'attendent pas à attirer plus de 20 000 spectateurs, ce sont plus de 50 000 personnes qui se pressent au stade ce soir-là. Après la destruction des disques, jetés sur la pelouse comme des frisbees, des milliers de personnes descendent des tribunes avant d'être dispersés par la police antiémeute.
La Disco Demolition Night annonce (voire amorce) le déclin commercial du disco à partir de fin 1979. Une lecture possible de l'événement comme révélateur de sentiments racistes et homophobes reste débattue.

## Contexte

### Succès et rejet croissants du disco

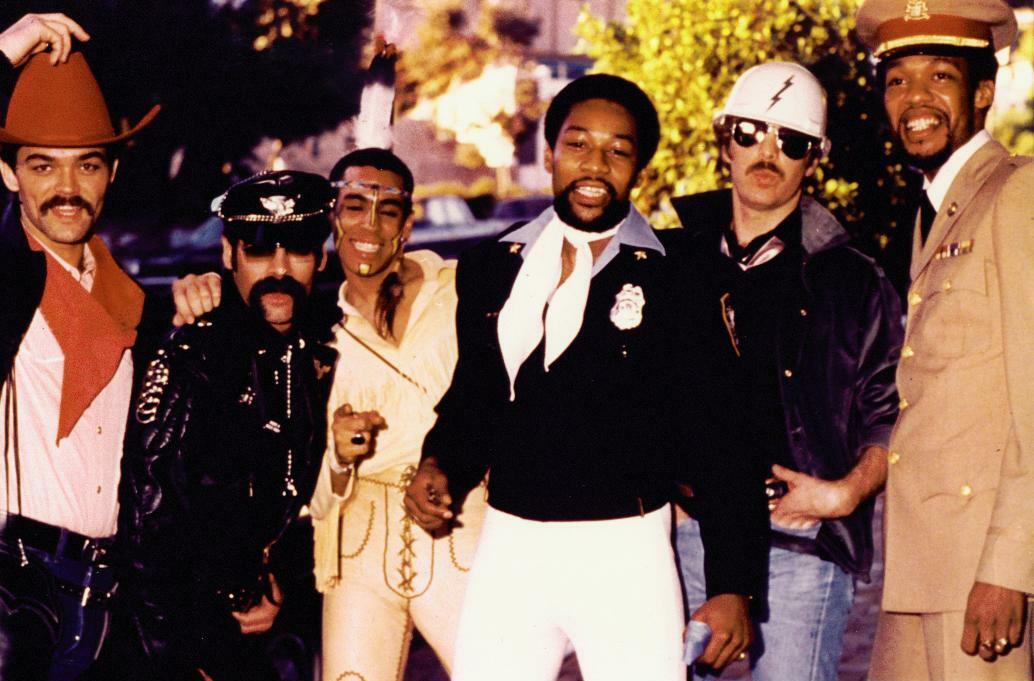
Les Village People en 1978.

Le disco, ainsi appelé en raison de sa popularité dans les discothèques, est un genre musical apparu au début des années 1970 dans les clubs new-yorkais où les disc jockeys diffusent de la musique dansante venue d'autres pays afin d'inciter les gens à danser. D'abord un genre de niche, ancré dans la culture gay et baigné d'influences afro-américaines et latino-américaines, il commence à se démocratiser à partir du milieu de la décennie, au point que des artistes aux univers musicaux jusqu'alors très calmes produisent des tubes d'inspiration disco, comme Barry Manilow avec Copacabana. Le succès du film La Fièvre du samedi soir (1977), avec un premier rôle (John Travolta) et des musiciens (les Bee Gees) blancs et visiblement non homosexuels, participe à la popularisation du genre auprès des jeunes Américains blancs hétérosexuels de classe moyenne : Al Coury, président de RSO Records, explique que le film et sa bande originale « ont en quelque sorte permis au disco de sortir du placard ».
En dépit de cet engouement, une partie du public reste réfractaire au disco. Certains trouvent cette musique trop mécanique, à l'image d'un article du Time qui la décrit comme « une succession diabolique de tambourinements et de hurlements ». D'autres désapprouvent le mode de vie associé au disco, jugeant la scène disco superficielle, obsédée par les vêtements,. Le traitement médiatique du disco insiste volontiers sur ses origines gay : l'historien Gillian Frank affirme qu'en 1979, « les médias répétaient souvent que le disco était un genre gay et participaient à l'impression générale que ce genre allait conquérir le monde ». Cette impression est renforcée par l'image ouvertement gay de certains artistes comme les Village People (décrits par le magazine Rolling Stone comme « le visage du disco »), et les craintes de voir la musique rock disparaître sont renforcées au mois de février après la 21e cérémonie des Grammy Awards, dominée par les albums disco.

### Steve Dahl

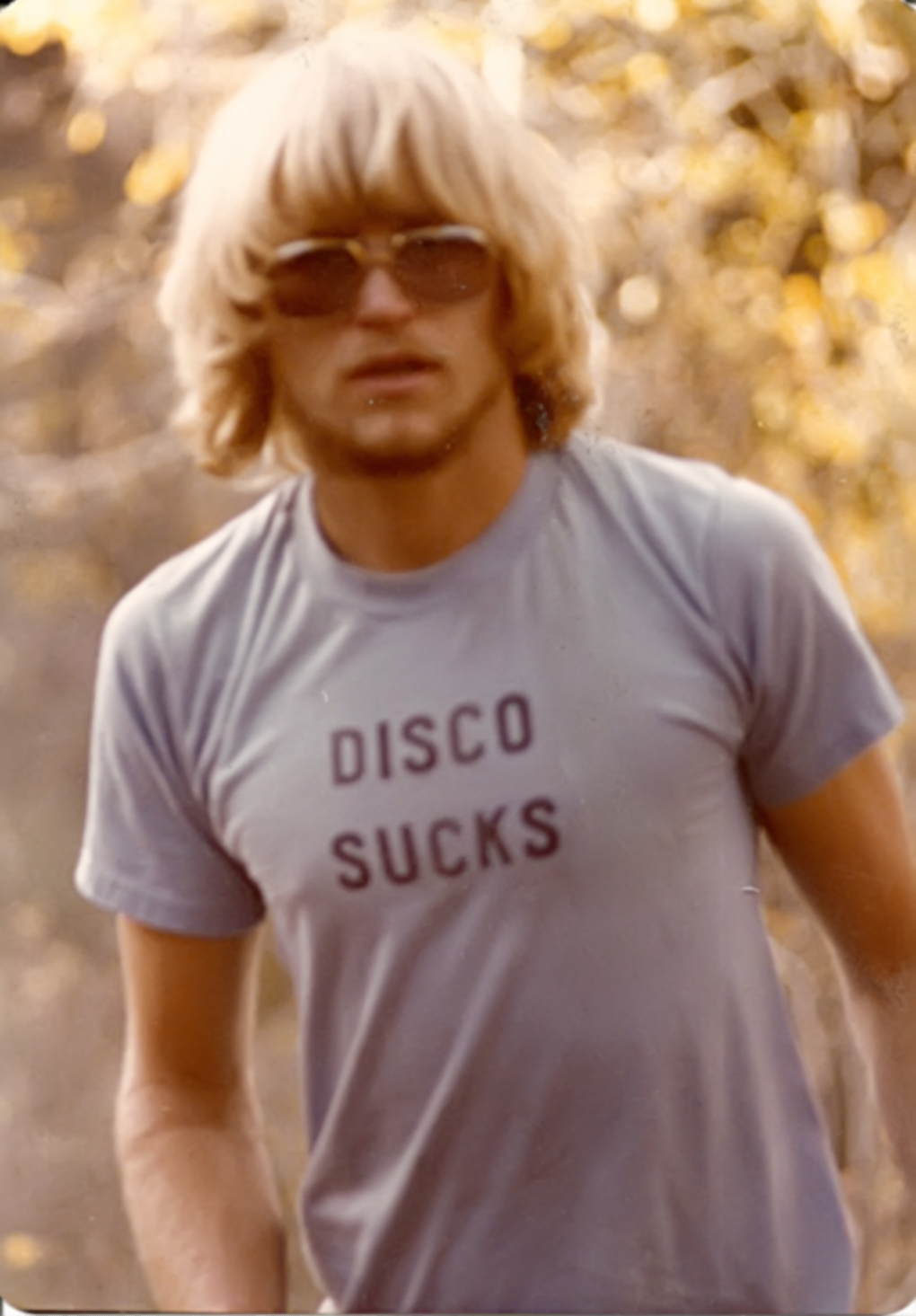
Un tee-shirt « Disco Sucks ».

En 1978, la station de radio new-yorkaise WKTU-FM devient la plus populaire du pays en abandonnant sa programmation rock au profit du disco, un exemple que d'autres stations s'efforcent de suivre à travers tout le pays. À Chicago, WDAI fait partie de ces suiveurs, et ce changement de programmation s'accompagne du licenciement à Noël 1978 d'un jeune disc jockey de 24 ans, Steve Dahl. Celui-ci ne tarde pas à retrouver du travail chez une station concurrente qui reste axée rock : WLUP. Dahl pressent l'arrivée d'un retour de bâton pour le disco,. Il se joue de son licenciement, parodiant à l'antenne le slogan de WDAI « Disco DAI » en « Disco DIE », et enregistre une parodie de Da Ya Think I'm Sexy? de Rod Stewart intitulée Da Ya Think I'm Disco où il vilipende les hommes efféminés et les femmes frigides qui s'attroupent en boîte de nuit,.
Dahl fait de ses auditeurs les membres d'une armée anti-disco, les « Insane Coho Lips ». Avec son co-animateur Garry Meier, il rassemble les Cohos autour d'une idée « simple et étonnamment puissante : Disco Sucks » (slogan traduisible par « le disco c'est nul »). Dahl affirme que les Cohos mènent une véritable guerre en 1979 : ils sont « voués à l'éradication de cette effroyable maladie musicale connue sous le nom de DISCO ». Dans les semaines qui précèdent la Disco Demolition Night, Dahl organise une série d'événements publics anti-disco, dont plusieurs dégénèrent. En apprenant qu'une discothèque de Linwood, dans l'Indiana, abandonne sa programmation rock au profit du disco, il s'y rend en juin avec plusieurs milliers de Cohos, nécessitant l'intervention des forces de l'ordre. Plus tard le même mois, Dahl et les Cohos occupent une boîte de nuit de la banlieue de Chicago. Le 1er juillet, des centaines de Cohos se voient refuser l'entrée d'un événement promotionnel à Hanover Park. Des combats éclatent, et la situation manque de virer à l'émeute. La situation reste sous contrôle grâce à l'intervention d'une cinquantaine de policiers. Le 6 juillet, Dahl célèbre la mort soudaine du chanteur disco Van McCoy en détruisant un exemplaire de son 45 tours The Hustle à l'antenne. D'autres incidents anti-disco ont lieu durant la première moitié de l'année 1979, preuve que « la Disco Demolition Night n'était ni un événement isolé, ni une aberration ». À Seattle, plusieurs centaines de fans de rock s'en prennent à une piste de danse mobile, tandis qu'à Portland, un disc jockey détruit un tas de disques à coups de tronçonneuse sous les applaudissements de la foule. À New York, un DJ de rock reçoit des appels furieux de ses auditeurs après avoir diffusé Hot Stuff de Donna Summer.

### Les White Sox
Le propriétaire des White Sox de Chicago Bill Veeck se sert d'événements promotionnels pour attirer les fans depuis les années 1940. Il explique : « vous attirerez davantage de monde avec une équipe qui perd sur fond de pain et de jeux qu'avec une équipe qui perd sur fond de silence ». Son fils Mike assure la direction de la publicité des White Sox en 1979. Avant le début de la saison, il écrit dans une lettre à un supporter que son objectif est de s'assurer que le public s'amuse, quels que soient les résultats de l'équipe sur le terrain.
Le 2 mai 1979, le match entre les White Sox et les Tigers de Détroit à Comiskey Park est annulé pour cause de pluie. Il est reporté à la soirée du 12 juillet. Cette soirée devait déjà faire l'objet d'une promotion visant les adolescents, avec des billets à moitié prix.
En 1977, les White Sox avaient organisé une Disco Night à Comiskey Park. Dès le début de l'année 1979, Mike Veeck envisage la possibilité d'organiser un événement anti-disco avec WLUP. Dahl se voit ainsi proposer de faire exploser une caisse de disques à Comiskey Park dans la soirée du 12 juillet. La publicité autour de l'événement annonce qu'il suffit de se présenter avec un album disco pour pouvoir entrer au stade pour seulement 98 cents, en référence à la fréquence de WLUP (97.9). Cette promotion s'ajoute aux billets à moitié prix pour les adolescents. Les disques apportés par le public doivent ensuite être récoltés pour que Dahl puisse les faire exploser durant l'entracte entre les deux matches de la soirée.

## Les préparatifs

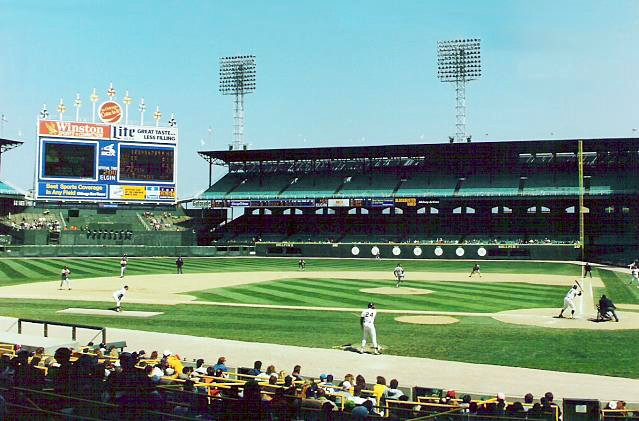
Comiskey Park en 1990.

Dans les semaines qui précèdent le 12 juillet, Dahl invite ses auditeurs à venir à Comiskey Park avec des disques qu'ils veulent voir détruits. Il craint que la publicité n'attire pas suffisamment de monde et que toute l'entreprise se solde par un fiasco humiliant. Comiskey Park offre alors 44 492 places, dont seulement 15 520 avaient trouvé preneur lors du précédent match disputé. Les White Sox connaissent une saison difficile, avec 40 victoires contre 46 défaites avant le programme double du 12 juillet. WLUP et le club espèrent attirer 20 000 spectateurs, tandis que Mike Veeck embauche suffisamment de personnel de sécurité pour un public de 35 000 personnes. Son père Bill craint que l'événement tourne au désastre et décide de quitter l'hôpital où il était en train de passer des tests. Ses peurs sont confirmées durant l'après-midi du 12 juillet, lorsqu'il aperçoit de nombreuses personnes se dirigeant vers le stade avec des pancartes décrivant le disco en termes grossiers,.
En fin de compte, Comiskey Park affiche complet, et plus de 20 000 personnes sont refoulées à l'entrée. Des spectateurs mécontents enjambent les portiques, escaladent les clôtures et passent par les fenêtres pour pénétrer illégalement dans le stade. Après le match, les rapports officiels dénombrent 47 795 spectateurs, mais Bill Veeck estime qu'il se trouvait entre 50 000 et 55 000 personnes dans le stade, constituant de loin la meilleure affluence qu'il ait connu durant son deuxième passage à la tête des White Sox. La police de Chicago fait fermer les rampes d'accès à la Dan Ryan Expressway situées à proximité du stade. Les spectateurs sont censés déposer leurs disques dans une grande boîte (environ 1,2 × 1,8 × 1,5 m), mais celle-ci ne tarde pas à être pleine et beaucoup d'entre eux gardent leurs disques avec eux en allant s'asseoir à leurs places.
Le premier match doit commencer à 18 heures. Le coup d'envoi fictif est donné par Lorelei, un mannequin ayant posé dans des publicités osées pour WLUP,. Alors que le match commence, Mike Veeck apprend que des milliers de personnes essaient d'entrer dans le stade sans billet. Il envoie le personnel de sécurité s'occuper d'eux, mais ce faisant, il laisse le terrain sans surveillance. Rapidement, le public dans les gradins commence à jeter les vinyles sur le terrain comme des frisbees. Voyant les disques siffler dans les airs avant de se planter dans la pelouse, le joueur des Tigers Rusty Staub presse ses coéquipiers d'enfiler leurs casques. La foule ne se contente pas de jeter des disques : c'est une véritable pluie de pétards, de bouteilles d'alcool vides et de briquets qui s'abat sur les joueurs, au point que le match doit être arrêté à plusieurs reprises. La première rencontre se termine à 20 heures 16 sur le score de 4 à 1 en faveur des Tigers de Détroit.
Pendant le match, des groupes de spectateurs errent dans les gradins, tandis que d'autres restent figés dans leurs sièges, à attendre l'explosion. Des bannières portant des slogans comme « Disco Sucks » apparaissent dans les tribunes. Les commentateurs Harry Caray et Jimmy Piersall soulignent à l'antenne l'odeur de cannabis qui règne dans les tribunes. À l'extérieur du stade, la foule jette également des disques ou les brûle sur des feux de joie improvisés.

## L'explosion
À 20 heures 40, Steve Dahl (en treillis et casque), Garry Meier et Lorelei entrent sur le terrain. Ils en font le tour à bord d'une jeep, arrosés de pétards et de bière par le public, avant de se diriger vers le champ centre où les attend la caisse de vinyles, remplie d'explosifs. Dahl et Meier chauffent le public et l'entraînent dans un chant à base de « disco sucks », une vision surréaliste d'après Lorelei. Des fans tentent de quitter les lieux, craignant que les choses ne dégénèrent, mais cela s'avère difficile, la sécurité du stade ayant verrouillé toutes les issues sauf une,.
Après un petit discours, Dahl procède à la mise à feu. L'explosion détruit non seulement les disques, mais laisse également un énorme trou dans la pelouse. La sécurité étant toujours occupée à surveiller les accès au stade sur l'ordre de Mike Veeck, personne ne surveille le terrain, qui est rapidement envahi par plusieurs milliers de spectateurs, entre 5 000 et 7 000 d'après les estimations ultérieures. Les White Sox quittent leur abri pour se réfugier dans leur club-house et s'y barricadent. Le terrain est dévasté, les bases sont arrachées et dérobées. Tandis que Bill Veeck supplie le public de retourner dans les gradins, un feu de joie s'élève au centre du terrain,,,. Harry Caray tente lui aussi en vain de calmer la foule en utilisant la sono du stade. Rien n'y fait, ni le message « Retournez vous asseoir s'il vous plaît » diffusé sur le panneau des scores, ni la chanson Take Me Out to the Ball Game. Dahl se propose d'aider à disperser la foule, mais sa proposition est déclinée.
La police de Chicago fait son entrée dans le stade à 21 heures 8, sous les applaudissements des quelques fans de baseball encore présents dans les tribunes. Les spectateurs descendus sur le terrain ne tardent pas à se disperser. Trente-neuf personnes sont arrêtées pour trouble à l'ordre public. Les estimations du nombre de blessés varient d'aucun à plus de trente. Bill Veeck souhaite que le deuxième match soit disputé, mais l'arbitre Dave Phillips juge le terrain impraticable, même après que le personnel des White Sox ait passé une heure à nettoyer les décombres. L'entraîneur des Tigers Sparky Anderson refuse de laisser ses joueurs retourner sur le terrain, craignant pour leur sécurité. Phillips contacte le président de l'American League Lee McPhail, qui décide de reporter le match au dimanche suivant. Anderson exige qu'il soit annulé et que la victoire soit attribuée aux Tigers, les White Sox étant responsables de l'état du terrain. Le lendemain, McPhail rend une décision qui reprend en grande partie les arguments d'Anderson et prononce une victoire sur tapis vert 9-0 pour les Tigers,,,.

## Interprétations et conséquences

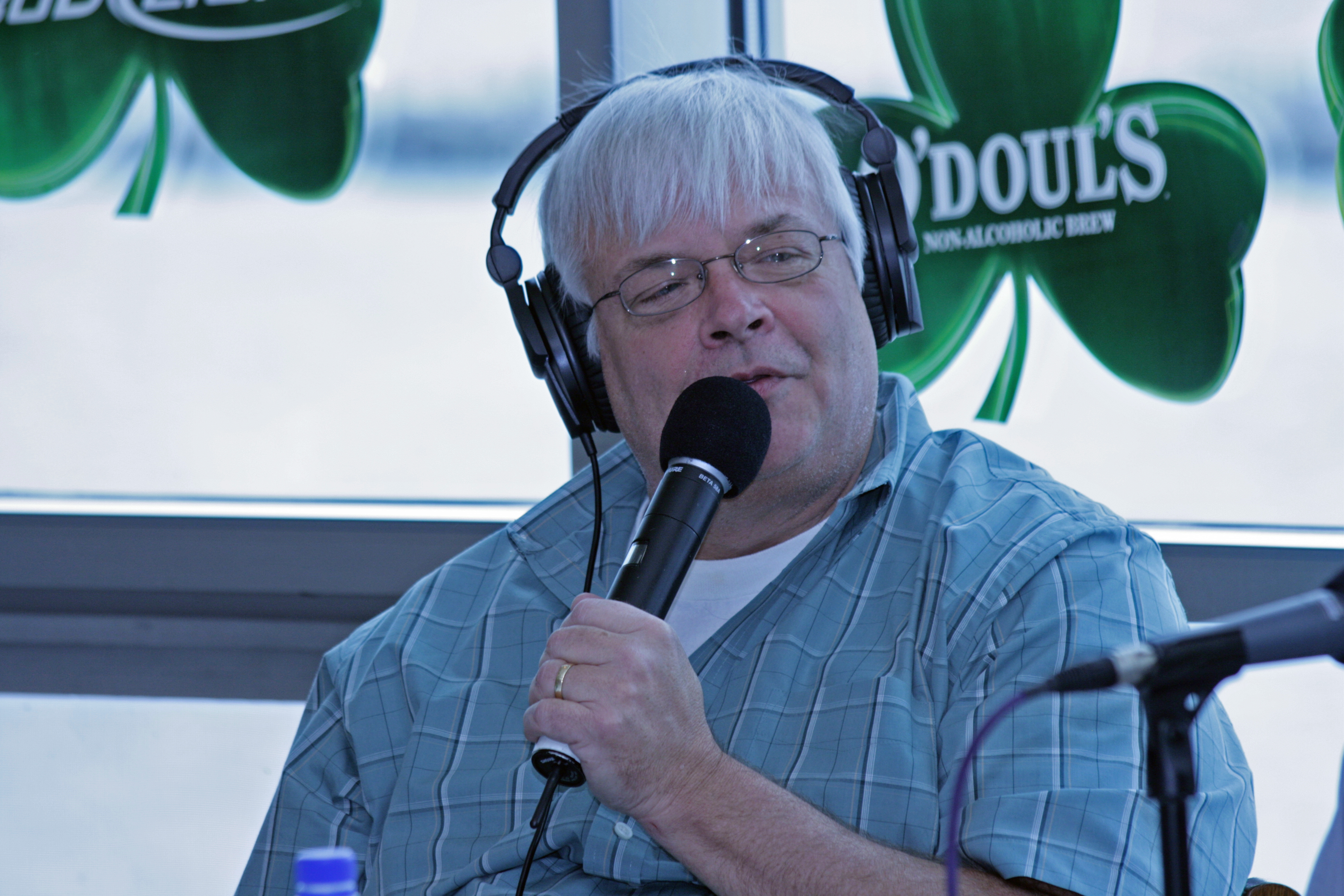
Steve Dahl en 2008.

### Problème d'adolescents
Le lendemain, Steve Dahl commence son émission en lisant les titres des journaux locaux, tournant en dérision leurs réactions outragées. Dans le Chicago Tribune, le journaliste David Israel affirme ne pas être surpris par le tour des événements : « La même chose se serait produite dans n'importe quel endroit avec 50 000 adolescents rassemblés avec de la bière et de la drogue par une chaude nuit d'été. »

### Intolérance raciste et homophobe
Le critique musical Dave Marsh (en) se rappelle sa réaction à la Disco Demolition Night : « C'était comme si votre fantasme le plus paranoïaque était devenu réalité, l'aboutissement du nettoyage ethnique des radios rock ». Marsh, qui travaillait pour Rolling Stone à l'époque, est l'un des rares commentateurs de l'époque à voir dans l'événement une explosion d'intolérance bigote. Il écrit : « les hommes blancs âgés de 18 à 34 ans sont les plus susceptibles de percevoir le disco comme un produit d'homosexuels, de Noirs et de Latinos, et ils constituent donc la population la plus susceptible de répondre à un appel visant à anéantir de telles menaces pour leur sécurité. Il va presque sans dire que de tels appels sont racistes et sexistes, mais la radio n'a jamais été un média particulièrement libéral. » Nile Rodgers compare cette soirée à un autodafé nazi, tandis que Gloria Gaynor affirme avoir toujours cru qu'il s'agissait d'« une décision économique : l'idée d'une personne dont les intérêts financiers étaient menacés par la popularité du disco et qui a donc utilisé les foules ».
L'interprétation de la Disco Demolition Night comme un événement raciste et homophobe ne fait pas l'unanimité. Dahl lui-même nie avoir eu de telles motivations : « Le pire, c'est quand les gens disent que Disco Demolition était homophobe ou raciste. Ce n'était pas du tout le cas […] ça n'entrait pas du tout dans notre esprit. » Pour le chanteur Harry Wayne Casey, l'événement n'avait rien de discriminatoire et Dahl était simplement un imbécile. D'après Dahl, cette lecture de la soirée du 12 juillet 1979 proviendrait d'un documentaire diffusé sur la chaîne VH1 en 1996. Mark W. Anderson suggère néanmoins que l'événement a permis aux participants « de clamer haut et fort qu'ils n'aimaient pas […] ceux qu'ils considéraient comme les possibles vainqueurs d'une guerre culturelle et démographique », remarquant qu'il serait « difficile de croire que les organisateurs n'aient pas vu cette réalité sous-jacente pour ce qu'elle était ».

### Politique électorale
Néanmoins, l'historien J. Zeitz considère que la Disco Demolition Night ne peut pas être simplement expliquée par « le désir des travailleurs blancs fans de baseball de s'en prendre à une forme d'art associée dans leur esprit aux Afro-Américains, aux homosexuels et aux Latinos ». Il souligne que la classe ouvrière blanche (dont provient la majorité des participants aux événements du 12 juillet) se caractérise par un mouvement de bascule de grande ampleur durant les échéances électorales de 1980, apportant d'abord son soutien au sénateur libéral du Massachusetts Ted Kennedy lors des primaires démocrates contre le président sortant Jimmy Carter, puis votant en masse en faveur du candidat républicain conservateur Ronald Reagan lors de l'élection présidentielle, toujours contre Carter. D'après Zeitz, la Disco Demolition Night reflète l'évolution politique de l'Américain moyen durant les années 1970, abandonnant le centre au profit de mouvements populaires plus fermement ancrés à gauche ou à droite.

### Conséquences
Bill Veeck est montré du doigt pour ce fiasco, mais son fils Mike en subit les conséquences plus durablement. Il démissionne de son emploi chez les White Sox fin 1980, et son père vend l'équipe à Jerry Reinsdorf peu après. Mike Veeck ne retrouve un travail dans le milieu du baseball que plusieurs années plus tard. En juillet 2014, l'une des équipes amateurs dont il est le président, les Charleston RiverDogs, organisent un événement promotionnel durant lequel des produits dérivés liés à Justin Bieber et Miley Cyrus sont détruits,,. Steve Dahl reste quant à lui disc jockey jusqu'en 2008 et continue à animer des podcasts sur Internet.
Le disco connaît une chute notable de popularité dans la seconde moitié de l'année 1979 et tout au long de 1980. Les artistes représentant ce genre poursuivent leur carrière, mais leurs maisons de disques ont désormais tendance à les marketer comme « dance music ». En 2004, Dahl affirme dans une interview que même si le disco était déjà sur le déclin, la Disco Demolition Night a certainement contribué à accélérer sa chute. D'après Gillian Frank,  « la Disco Demolition Night a été le détonateur d'une explosion de colère anti-disco dans tout le pays, qui a entraîné le reflux rapide du genre hors du paysage culturel américain. »
Le match non-joué du 12 juillet est à ce jour le dernier match de Ligue américaine à avoir été annulé. L'historien du baseball Jeremiah Graves affirme que « la Disco Demolition Night reste à ce jour l'un des événements promotionnels les plus malavisés de l'histoire, mais également le plus réussi, d'une certaine manière, puisqu'on continue à en parler 30 ans plus tard ».